# Autostrade in Bosnia ed Erzegovina

Il simbolo autostradale.

Il sistema autostradale bosniaco è relativamente giovane e la maggior parte delle infrastrutture sono in corso di realizzazione o progettazione. Ad ottobre 2019, sono state pianificate 4 autostrade (Autoput in bosniaco) ad accesso controllato e soggette ad un pedaggio per il transito; di queste solo una è stata parzialmente costruita. Oltre queste vanno citate 4 superstrade (Brza cesta in bosniaco, letteralmente "strada veloce").
Il gestore autostradale è "JP Autoceste FBiH" per la Federazione di Bosnia ed Erzegovina e "JP Autoputevi Republike Srpske" per la Repubblica Serba di Bosnia ed Erzegovina.

## Numerazione
Nella Federazione di Bosnia ed Erzegovina le autostrade sono denominate con un numero progressivo, mentre nella Repubblica serba queste vengono chiamate con il loro punto di inizio e di fine.

## Nella Federazione di Bosnia ed Erzegovina

### Autostrade

Limiti di velocità sulle strade in Bosnia ed Erzegovina.

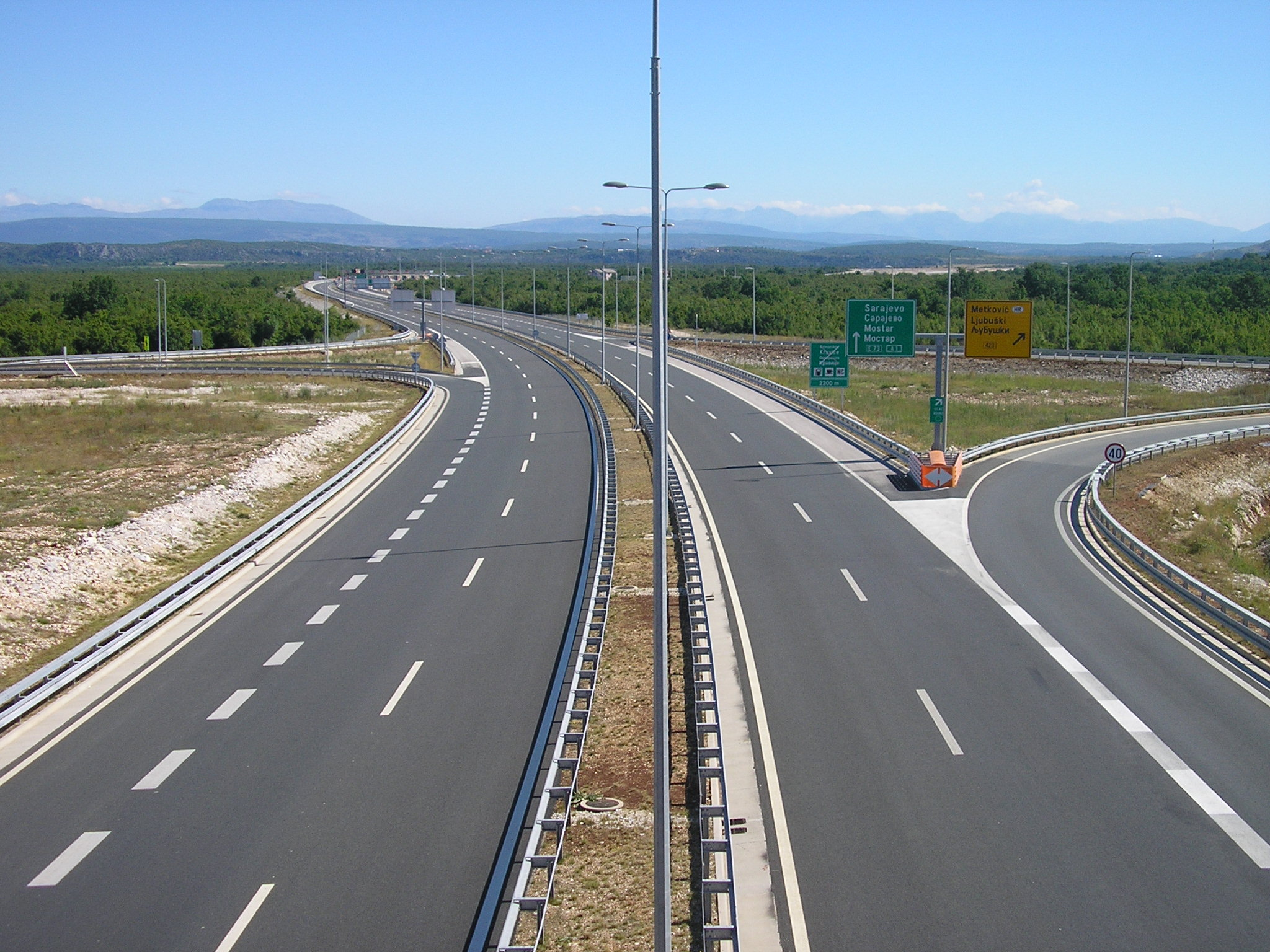
L'autoput A1 nei pressi dello svincolo nei pressi di Bijača.

| Numero | Denominazione | Lunghezza                                 | Inizio/termine                                         |
| ------ | ------------- | ----------------------------------------- | ------------------------------------------------------ |
| A1     | Autoput A1    | • pianificata: 340 km • costruita: 108 km | Svilaj ( Confine croato) - Zvirovići ( Confine croato) |
| A2     | Autoput A2    | • pianificata: ? km • costruita: 0 km     | Orašje ( Confine croato) - Tuzla                       |
| A3     | Autoput A3    | • pianificata: ? km • costruita: 0 km     | Žepče - Tuzla                                          |
| A4     | Autoput A4    | • pianificata: ? km • costruita: 0 km     | Čapljina - Trebinje ( Confine montenegrino)            |

### Superstrade
| Numero | Denominazione | Lunghezza                               | Inizio/termine                        |
| ------ | ------------- | --------------------------------------- | ------------------------------------- |
| B1     | Brza cesta B1 | • pianificata: 210 km • costruita: 0 km | Bihać ( Confine croato) - Zenica      |
| B2     | Brza cesta B2 | • pianificata: ? km • costruita: 0 km   | Donji Vakuf - Livno ( Confine croato) |
| B3     | Brza cesta B3 | • pianificata: ? km • costruita: 0 km   | Posušje ( Confine croato) - Mostar    |
| B4     | Brza cesta B4 | • pianificata: ? km • costruita: 0 km   | Sarajevo - Goražde                    |

## Nella Repubblica serba
| Denominazione                  | Lunghezza                                   | Inizio/termine                                   |
| ------------------------------ | ------------------------------------------- | ------------------------------------------------ |
| Autostrada Gradiška-Banja Luka | • pianificata: 26,5 km • costruita: 26,5 km | Bosanska Gradiška ( Confine croato) - Banja Luka |
| Autostrada Banja Luka-Doboj    | • pianificata: 72 km • costruita: 72 km     | Banja Luka - Doboj                               |